# Mohelnice nad Jizerou
Mohelnice nad Jizerou település Csehországban, a Mladá Boleslav-i járásban. Mohelnice nad Jizerou Chocnějovice, Jivina, Mnichovo Hradiště és Neveklovice településekkel határos. Lakosainak száma 95 fő (2024. január 1.).

## Népesség
A település lakosságának változását az alábbi diagram mutatja:
| Lakosok száma | 388  | 233  | 288  | 175  | 109  | 89   | 97   | 95   | 95   | 95   |
|               | 1869 | 1900 | 1921 | 1961 | 1980 | 2011 | 2016 | 2019 | 2021 | 2024 |